# 297 v.Chr.
Het jaar 297 v.Chr. is een jaartal volgens de christelijke jaartelling.

## Gebeurtenissen

### Egypte
- Ptolemaeus I laat Sostratos van Knidos de Pharos van Alexandrië bouwen, een vuurtoren (115 - 150 meter hoog) en een van de Zeven wereldwonderen.

### Klein-Azië
- Bithynië wordt een zelfstandig koninkrijk onder de heerschappij van Lysimachus.

### Griekenland
- Cassander overlijdt, Demetrius Poliorcetes verwerft het koningschap over Macedonië, er komt een einde aan de Diadochen-oorlog.
- Pyrrhus van Epirus regeert samen met Neoptolemus over Epirus en laat hem later executeren.

## Overleden
- Cassander (~350 v.Chr. - ~297 v.Chr.), veldheer en koning van Macedonië (53)